# Helina griseogaster
Helina griseogaster är en tvåvingeart som beskrevs av John Otterbein Snyder 1949. Helina griseogaster ingår i släktet Helina och familjen husflugor.
Artens utbredningsområde är Colorado. Inga underarter finns listade i Catalogue of Life.